# Giuseppe Paolo Vitrotti
Giuseppe Paolo Vitrotti (Torino, 19 marzo 1890 – Villa d'Adda, 12 agosto 1974) è stato un direttore della fotografia e operatore cinematografico italiano.

## Biografia
Fratello minore di Giovanni, appassionato di fotografia, nel 1908 fu assunto dalla casa cinematografica Ambrosio Film. Qui, svolse inizialmente l'attività di operatore, e successivamente curò anche la direzione della fotografia di diverse pellicole fino al 1922.
Dal 1923 al 1926 operò presso altre case cinematografiche come la Caesar Film, la Pasquali Film e l'Unione Cinematografica Italiana. A seguito dello scioglimento di quest'ultima nel 1926, si dedicò successivamente all'attività di cineoperatore e fotografo di documentari naturalistici e scientifici girati tra l'Italia, l'Europa e l'Africa.
A partire dagli anni trenta, Vitrotti realizzò prevalentemente foto artistiche che ritraevano paesaggi. Fu anche fotoreporter, e dal 1951 al 1959 collaborò per il quotidiano La Stampa.

## Filmografia parziale
- Delenda Carthago!, regia di Luigi Maggi (1914)
- Il giornale, regia di Arturo Ambrosio (1914)
- I soldatini del Re di Roma, regia di Eleuterio Rodolfi (1915)
- Gli emigranti, regia di Gino Zaccaria (1915)
- Rose vermiglie, regia di Febo Mari (1917)
- Il fauno, regia di Febo Mari (1917)
- Zavorra umana, regia di Gustavo Zaremba de Jaracewski (1919)
- Il volto impenetrabile, regia di Domenico Gaido (1919)
- L'orchidea fatale, regia di Alessandro Rosenfeld e Aleksandr Uralsky (1920)
- La catena, regia di Alessandro Rosenfeld e Aleksandr Uralsky (1920)
- Il castello delle tenebre, regia di Paolo Ambrosio e Alessandro Rosenfeld (1921)
- Teodora, regia di Leopoldo Carlucci (1922)
- L'uomo che dormì 130 anni, regia di Alessandro Rosenfeld (1922)
- La gerla di papà Martin, regia di Mario Bonnard (1923)
- I promessi sposi, regia di Mario Bonnard (1923)
- Savitri Satyavan, regia di Giorgio Mannini (1923)
- La congiura di San Marco, regia di Domenico Gaido (1924)
- Siliva Zulu, regia di Attilio Gatti (1928)